# Districte de Villach-Land
Villach-Land és un districte (bezirke) de Caríntia, un dels estats d'Àustria. Té una extensió de 1.009 kilòmetres quadrats i una població de 64.698 habitants el 2001. La capital és la ciutat de Villach, però el principal centre és Velden. Limita al sud-est amb la província d'Udine, al sud amb Eslovènia, al nord amb el Districte de Spittal an der Drau, al nord-est amb el de Feldkirchen, a l'oest amb el districte d'Hermagor i a l'est amb el de Klagenfurt-Land.

## Municipis
El districtes comprèn 19 municipis :
- Afritz am See
- Arnoldstein
- Arriach
- Bad Bleiberg
- Feistritz an der Gail
- Feld am See
- Ferndorf
- Finkenstein am Faaker See
- Fresach
- Hohenthurn
- Nötsch im Gailtal
- Paternion
- Rosegg
- Sankt Jakob im Rosental
- Stockenboi
- Treffen
- Velden am Wörther See
- Weissenstein
- Wernberg